# Бінарна зброя

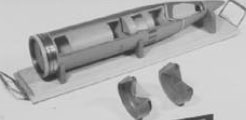
155 мм хімічний снаряд M687, що призначався для несення бінарної системи GB-2

Біна́рна збро́я — різновид хімічної зброї, що замість конкретної отруйної речовини містить два спеціальні нетоксичні або малотоксичні прекурсори, котрі утворюють її в результаті взаємодії. Типовою для бінарної зброї конструкцією є хімічний снаряд, котрий містить два відсіки із прекурсорами, перепона між якими руйнується після пострілу, і речовини реагують між собою в процесі польоту.
Ідея використання бінарної зброї з'явилася ще в ході Другої світової війни, коли силами ВПС США було запропоновано запускати снаряди, що містили відсіки з арсенідом магнію та сірчаною кислотою, котрі реагували із утворенням арсину — речовини загальноотруйної дії.
У 1960—1980-х роках серед бінарної зброї поширення набули системи GB-2, GD-2, VX-2 — для синтезу зарину (GB), зоману (GD) та VX відповідно, але після підписання у 1993 році Конвенції про хімічну зброю такі прекурсори для їхнього отримання, як DF та QL, були віднесені до списку 1 заборонених речовин, щодо яких встановлюються особливі заходи з контролю за виробництвом та обігом.
Деякі модифікації бінарної зброї використовувалися для терористичних дії (наприклад, під час однієї з невдалих спроб теракту в метрополітені японською організацією «Аум Шінрікьо»).

## Будова
Основною відмінністю бінарних снарядів від звичайних є контейнери для речовин і принцип спорядження. Так, у бінарному снаряді наявні два контейнери, зазвичай зроблені з пластмаси. Під час зберігання є можливість розділення контейнерів.
Вихідні хімікати для отримання цільової речовини зазвичай підбираються таким чином, щоб вони реагували із утворенням необхідного продукту за короткий проміжок часу та з високою специфічністю. Ідеальним випадком є реакція, де не утворюються додаткові речовини, тому основними типами взаємодій є реакції приєднання. У випадку реакцій обміну інший продукт повинен так само бути токсичним або ж сприяти розпиленню основного продукту.
Ключовим моментом у застосуванні хімічної зброї є змішування вихідних речовин. Для цього у снаряді зазвичай передбачений поршень, який під дією інерції або внаслідок зіштовхування із перепоною руйнує контейнери і розпочинає реакцію. Якщо руйнування відбувається у процесі підліту снаряду, то це дає додатковий час для достатнього перебігу реакції.
У випадку авіаційної бомби один з компонентів є рідким, а інший знаходиться у рідкому або порошкоподібному стані. Після скидання бомби оператор дистанційно відкриває відсіки та, за необхідності, вмикає електричну мішалку.

## Переваги та недоліки
Згідно з оцінкою військових фахівців бойова ефективність бінарної зброї є порівняно нижчою, аніж у традиційних снарядів, споряджених готовими отруйними речовинами. Це пояснюється тим, що внаслідок реакції зазвичай отримується певна кількість побічних продуктів і цільова речовина утворюється у меншій кількості, аніж могла би бути доставлена звичайним снарядом. Наявність додаткових відсіків та механізмів для змішування збільшує вагу снаряда і зменшує ефективний об'єм.
Бінарна зброя є недоцільною у випадку її застосування проти близько розташованих сил супротивника або при скиданні літаком із висоти менше за 500 метрів, оскільки за час підліту снаряду реакція може не завершитися у повній мірі, тому кількість отриманої бойової речовини буде меншою. При використанні бінарної зброї, в якій реакція розпочинається після зіткнення з перепоною і триває деякий час, особовий склад супротивника має час на вихід із зони ураження, вдягання захисного спорядження тощо.
Значною перевагою бінарної зброї є безпечність у використанні і транспортуванні — вилив речовин при порушенні цілісності одного з відсіків не становить суттєвої небезпеки. Додатковою перевагою є зручність у зберіганні, оскільки хімічна зброя рідко відзначається довгостроковою стабільністю (наприклад, за свою нестійкість була розкритикована застосовувана під час Першої світової війни синильна кислота).

## У популярній культурі
- У фільмі «Міцний Горішок 3: Помирати з піснею» бінарна зброя використовується для здійснення терористичної атаки у Нью-Йорку.
- У 6 сезоні серіалу «Декстер» зображується виготовлення бінарної зброї, що складається із хімікату DF та ізопропілового спирту, котрі є прекурсорами для отримання зарину.